# 庙头站 (广州)
庙头站是广州地铁5号线的一个车站，位於中国广东省广州市黃埔區黄埔东路龙头路口东北侧的地底。2023年12月28日随5号线东延段通车而启用。
本站與位於双沙站旁的双岗停车场接軌。

## 车站结构

### 车站楼层
本站共设有两层。其中地面为车站出入口、黄埔东路、龙头路及邻近建筑；地下一层为站厅；地下二层为5号线站台。
與5號線东延段各站一樣，車站墙面使用了全白色玻璃幕板裝修，站顶天花线条装饰配色为蓝色，立柱则采用蓝白渐变。
| 地下一层 | 站厅                       | 售票機、客服中心、商店、警务室、安检设施 |  |  |
| 地下二层 | 2 站台                     | █5号线 滘口方向（下站：双沙）            |  |  |
|          | 岛式站台（卫生间、母婴室） |                                          |  |  |
|          | 1 站台                     | █5号线 黄埔新港方向（下站：夏园）        |  |  |

### 站厅
庙头站站厅設有自动售票機及智能客務中心。

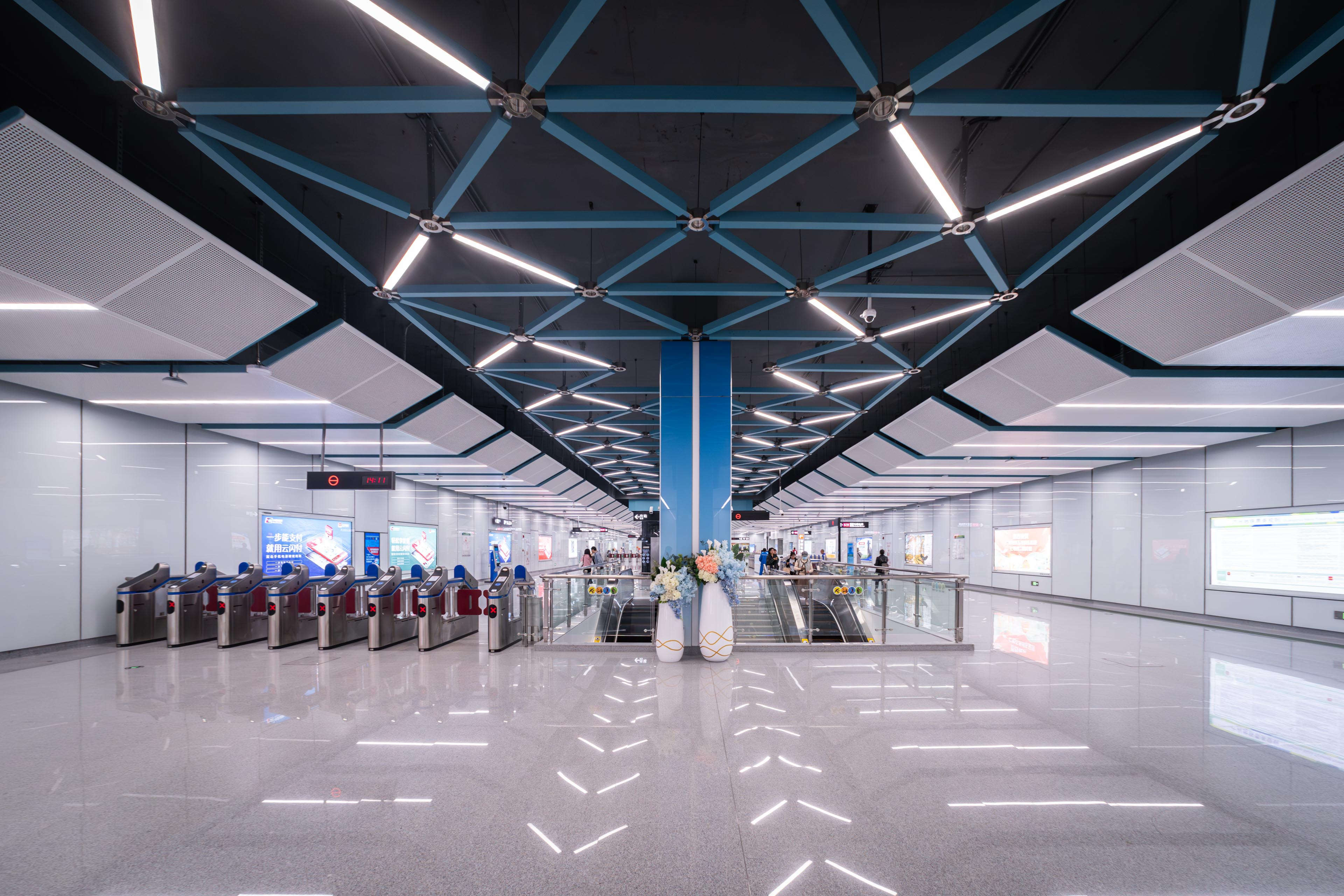
站厅

为方便行人进出，庙头站站厅西侧被划分为收费区，收费区内设有专用电梯、多条扶手电梯及楼梯方便乘客前往月台。

### 站台
本站将设有一个岛式站台，位于黄埔东路龙头路口东北侧的地底。本站的卫生间和母婴室设于站台往滘口方向的一端。
另外，本站东北端設有往返双岗停车场的出入段線。

### 出入口
庙头站目前设有4个出入口供乘客进出。
|                                           |                                                       |      |          |                             |
| 編號                                      | 设施                                                  | 照片 | 出口指示 | 建議前往的目的地            |
| A                                         | 扶手电梯标志                                          |      | 黄埔东路 |                             |
| B1                                        | 扶手电梯标志                                          |      | 黄埔东路 | BRT庙头站、庙头夜班公交车站 |
| B2                                        | 盲道标志 · 扶手电梯标志                               |      | 黄埔东路 | 龙头路                      |
| C                                         | 盲道标志 · 升降机标志 · 无障碍通道标志 · 扶手电梯标志 |      | 龙头路   |                             |
| 註： 設有 \| 設有 \| 設有 \| 設有扶手電梯 |                                                       |      |          |                             |

## 历史
2022年4月，5号线东延段双岗至本站区间实现贯通，同时这也是该段线路盾构区间距离最长的隧道。2023年1月，本站作为5号线东延段最后一座车站封顶。
本站在规划和建设时称为庙头路站。2023年2月27日，廣州市民政局公示5號線东延段初定名，本站命名為庙头站。同年10月31日，车站完成三权移交。
2023年12月28日12时，5号线东延段开通运营，本站正式启用。